# Lindmania cylindrostachya
Espèce
Classification phylogénétique
Synonymes
- Cottendorfia cylindrostachya (L.B.Sm.) L.B.Sm., 1960

Lindmania cylindrostachya est une espèce de plante de la famille des Bromeliaceae, endémique du Venezuela.

## Synonymes
- Cottendorfia cylindrostachya (L.B.Sm.) L.B.Sm., 1960[1].